# 池城安頼
池城親方安頼（いけぐすくうぇーかたあんらい、1558年（嘉靖37年）- 1623年（天啓3年）2月1日）は16世紀後期から17世紀初期の琉球王国、第二尚氏時代、尚寧王代の政治家、三司官。また空手家として公史に記録される最初の人物で、棒術や空手術にも長じていた。毛氏池城殿内の三世で新城安基の孫、池城安棟の息子である。唐名は毛 鳳儀（もう ほうぎ）。

## 概要
1592年（ 万暦20年）、謝名一族が尚寧王に反乱を起こす謝名の乱が発生。尚寧王の命を受け、池城安頼は豊見城盛続、摩文仁安恒とともに乱を鎮圧した。その功績が称えられ、紫冠(親方位)となった。
1609年、島津氏の琉球侵攻の際に摂政の具志頭王子朝盛(尚宏)とともに親見世で薩摩と和平交渉を行ったが、和平案は拒否された。尚寧王の降伏後、尚寧王および多くの高官らとともに薩摩軍により日本に連行された。
1610年、明国との朝貢継続のために薩摩の命で金応魁とともに渡唐したが、1611年に尚寧王が薩摩によって釈放されるまで、明国は琉球からの貢納を拒否した。
1623年、蔡堅とともに尚豊王の即位のため中国に派遣され、5年に一度朝貢する許可を求めた。安頼は帰国途中に重病を患い、江南で亡くなった。